# Slag bij Inkerman

De slag bij Inkerman verliep in de mist.

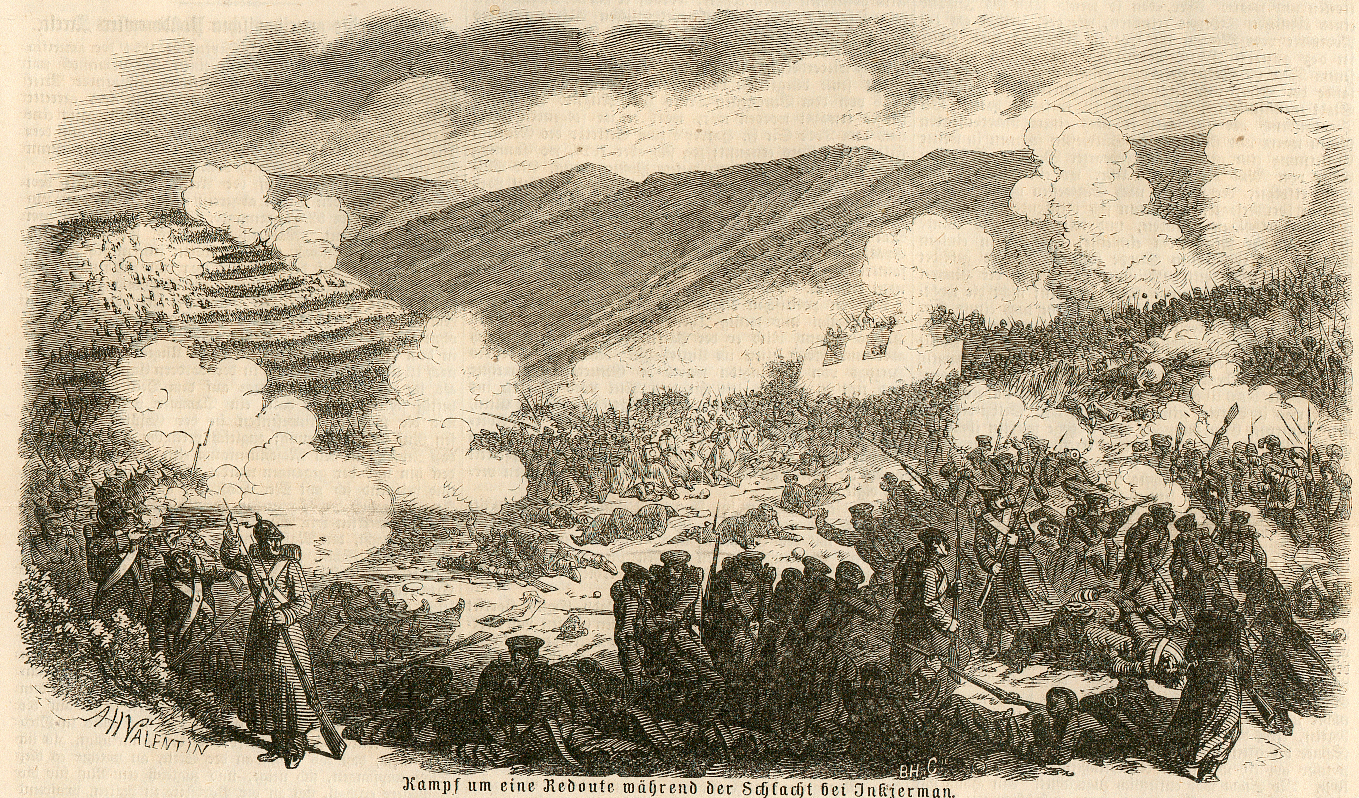
Slag om een redoute.

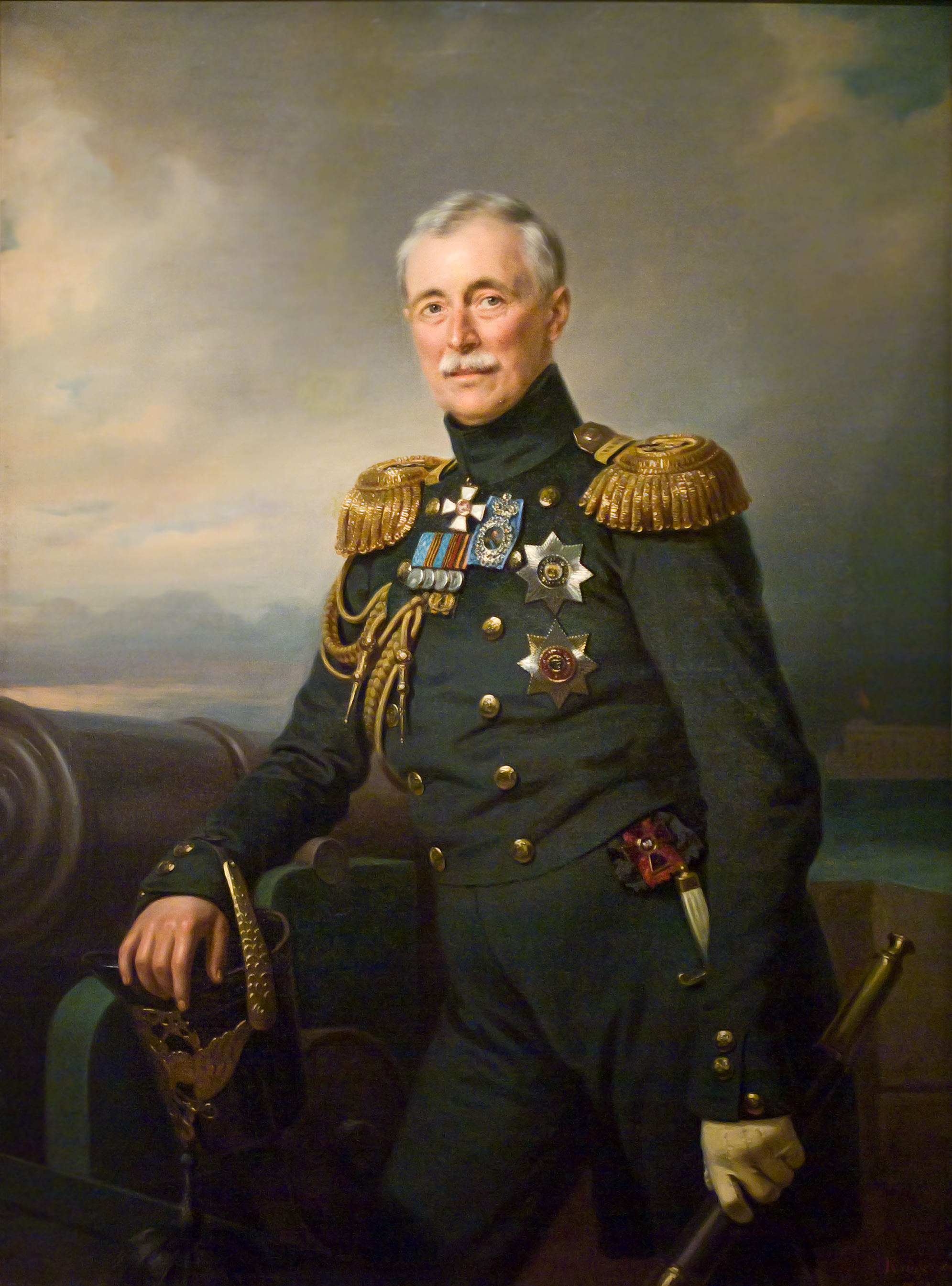
Prins Aleksander Mensjikov

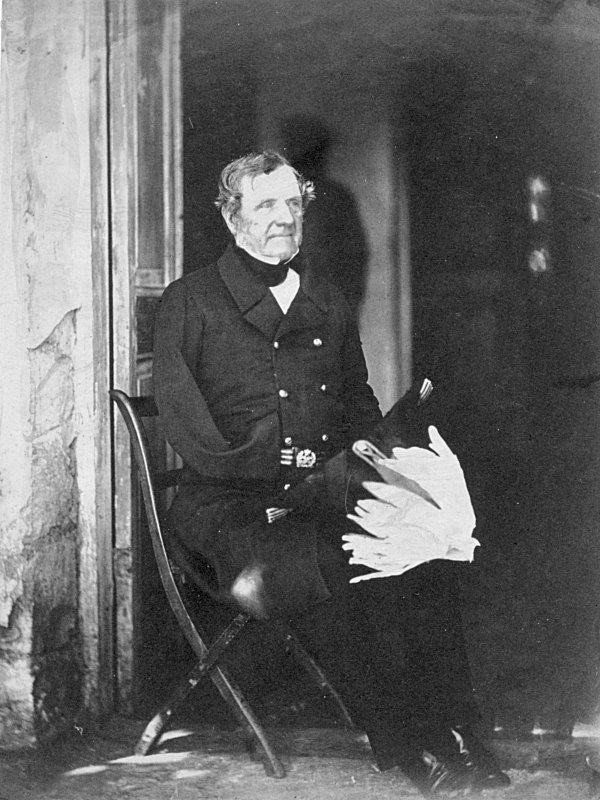
Lord Raglan, Brits opperbevelhebber met geamputeerde arm.

De Slag bij Inkerman was een veldslag op 5 november 1854, tijdens de Krimoorlog, waarbij Russische troepen probeerden de belegering van Sebastopol door de Britse en Franse legers te doorbreken.
De historicus Alexander Kinglake vermeldt 2573 Britse slachtoffers, waarvan 635 doden en 1800 Franse slachtoffers, waarvan 175 doden. De Russen verloren 3286 doden en 11.959 gewonden en krijgsgevangenen. Hoewel de bajonet veel gebruikt werd in de slag, vielen de meeste doden door kogels

## Achtergrond
De geallieerden van het Verenigd Koninkrijk, Frankrijk, Sardinië en het Ottomaanse Rijk waren op 14 september 1854 op de Krim geland om de Russische marinebasis Sebastopol in te nemen. De geallieerden versloegen de Russen in de Slag aan de Alma en de Russen vluchtten in verwarring naar Sebastopol. De Britse generaal FitzRoy Somerset, 1st Baron Raglan en de Franse generaal François Certain Canrobert raakten het niet eens over een bestorming en besloten tot een belegering.
De Russische bevelhebber prins Aleksander Mensjikov verliet Sebastopol met zijn leger en liet alleen een garnizoen achter om de stad te verdedigen. Op 25 oktober vielen de Russen de Britse basis te Balaklava aan in de Slag bij Balaklava. De Russische aanval werd teruggeslagen, maar de Russen konden een sterke stelling innemen ten noorden van de Britten. Mensjikov besefte dat de geallieerde linies te dun waren en begon een aanval over het riviertje de Tsjornaja.

## Verloop

### De aanval van Sojmonov
Op 5 november vielen de Russen ten oosten van de stad de Britse tweede divisie van 2.700 man en 12 kanonnen aan met twee colonnes van samen 42.000 man. De Russische generaal Sojmonov vorderde langs het Kilen-Balkaravijn, waardoor hij in zijn beweging beperkt was.
Bij zonsopgang viel Sojmonov aan met 6300 man bij de Kozakkenheuvel (Казачьей горе, Sapoen-hoogte). Hij hield nog 9000 man in reserve. De Britten verwachtten de aanval en hielden sterke stellingen. De bevelhebber van de tweede divisie, John Lysaght Pennefather zette met 2.700 man een tegenaanval in. Russische artillerie beschoot de top van "Home Hill", maar daar zaten toen al geen Britten meer.
De Russische infanterie rukte op door de mist. De Britten openden het vuur met hun nieuwe Pattern 1853 Enfield-geweren met gegroefde loop, terwijl de Russen met hun oude musketten met gladde loop terugschoten.
De Russen zaten vast in het smalle deel van de vallei en werden met bajonetten teruggedreven naar hun kanonnen. Sojmonov voerde zelf de tweede aanval aan. De Britse lichte divisie zette een tegenaanval in en Sojmonov sneuvelde. De rest van de Russische colonne werd uit de vallei verdreven.

### De aanval van Pavlov
Generaal Prokofi Jakovlevitsj Pavlov leidde de tweede Russische colonne van 15.000 man in een aanval op de Britse Zandzak Batterij. Toen ze dichtbij kwamen, gingen 300 Britten in de tegenaanval met de bajonet. Tegelijk viel het Britse 41e Regiment de flank aan, waardoor de Russen terug de Tsjornaja werden ingedreven.

### De aanval van Dannenberg
Generaal Pjotr Andrejevitsj Dannenberg nam het bevel over het Russisch leger over en viel met de 9.000 man van de reserve de Britten op Home Hill aan. De Britten heroverden de heuvel met het 2e regiment, het 63e regiment en de schuttersbrigade.
De Russen vielen met 7.000 man de 2000 verdedigers van de Zandzak Batterij aan.

### Tegenaanval van Cathcart
Generaal George Cathcart kwam aan met de vierde divisie en viel de Russische flank aan. De Russen zetten een tegenaanval in en ze schoten Cathcart dood van zijn paard en veroverden de heuveltop.

### Russische aftocht
Toen kwamen Franse troepen aan: een bataljon Zoeaven en een bataljon Algerijnse schutters.
Twee Britse 18-pond kanonnen bestookten samen met veldgeschut de 100 Russische kanonnen op de Fedjoechinhoogte (Федюхины высоты, "Shell Hill"). De Russen trokken zich terug. De geallieerden achtervolgden de Russen niet, maar namen opnieuw hun stellingen voor de belegering van Sebastopol in.

## Gevolgen
De Britten hadden de Russische aanval afgeslagen, maar de Russen hadden wel tijd gewonnen om Sebastopol te verdedigen.